# San Giovanni Leonardi

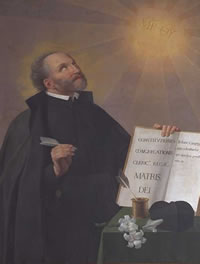
Johannes Leonardi

San Giovanni Leonardi ist eine römisch-katholische Pfarr- und Titelkirche. Sie liegt an der Via della Cicogna 2, im römischen Quartier Torre Maura, südwestlich der Kreuzung zwischen der Via Casilina und dem Grande Raccordo Anulare (Circonvallazione Orientale). Die Kirche trägt das Patrozinium des heiligen Johannes Leonardi.

## Geschichte
Mit dem Dekret Percrescente incolarum gründete Kardinalvikar Francesco Marchetti Selvaggiani die Pfarrei am 25. April 1951 und gab sie in die Obhut der Regularkanoniker von der Mutter Gottes, deren Gründer der Schutzpatron der Pfarrei, Johannes Leonardi, war. Zuvor gehörte das Gebiet zu San Felice da Cantalice a Centocelle. Die staatliche Anerkennung erfolgte am 3. Juni 1956. Leonardis Leichnam befindet sich in der Kirche Santa Maria in Campitelli. Dort befindet sich auch der Sitz der Kongregation.
Die Kirche wurde 1950 von Tullio Rossi entworfen und 1956 fertiggestellt. Die Kirchweihe spendete Kardinalvikar Camillo Ruini am 19. Mai 1991. Der Gebäudekomplex ist Eigentum des Päpstlichen Werkes zur Bewahrung des Glaubens und zur Schaffung neuer Kirchen in Rom.
1972 wurde die Kirche im Sinne des Zweiten Vatikanischen Konzils umgebaut.
Papst Franziskus erhob die Kirche am 7. Dezember 2024 zur Titelkirche und wies sie dem Tokioter Erzbischof Tarcisio Isao Kikuchi SVD zu.

## Beschreibung
Es handelt sich um ein rechteckiges Gebäude auf einem basilikalen Grundriss mit einem Mittelschiff mit fünf Jochen und schmalen Seitenschiffen. Es gibt eine angebaute rechteckige Apsis, die fast die gleiche Breite wie das Kirchenschiff hat, aber weniger hoch ist. Rechts neben dem Altarraum befindet sich der Glockenturm.
Im Altarraum ist ein thronender Christus umgeben von Heiligen dargestellt. Der Innenraum verfügt über zwei Seitenkapellen im Kirchenschiff: Die rechte ist Unserer Lieben Frau von Lourdes gewidmet, während die linke dem Heiligen Herzen Jesu gewidmet ist. Es gibt auch eine Seitenkapelle, die dem heiligen Antonius von Padua gewidmet ist.
Im Randviertel von Torre Maura, das von Bauspekulationen und illegalem Bau geprägt ist, stellt dieses Gebäude einen Bezugspunkt und eine Quelle des Stolzes für die Bewohner dar.